# Primera batalla de los Lagos Masurianos
La primera batalla de los Lagos Masurianos fue un enfrentamiento que tuvo lugar en septiembre de 1914 entre los ejércitos alemán y ruso durante la campaña prusiana a comienzos de la Primera Guerra Mundial. Terminó con una ligera ventaja alemana que quedó anulada a finales del mes debido a una contraofensiva rusa.

## Desarrollo
Tras la gran victoria en Tannenberg, Ludendorff se volvió entonces contra el 1.er Ejército de Rennenkampf que, como él, había recibido refuerzos. El 8.º Ejército de Ludendorff contaba entonces con dieciocho divisiones y media de infantería y dos de caballería, algunas llegadas del frente occidental gracias a la petición cursada por Prittwitz antes de su relevo.
Ludendorff concentró lo principal de sus fuerzas en el débil flanco izquierdo de Rennenkampf, esperando repetir la maniobra de Tannenberg: aislar esa sección del centro y luego rodear este por la retaguardia. Ludendorff reunió sus fuerzas con gran celeridad, sorprendiendo así a los mandos enemigos, a pesar de que algunos previeron su ataque.
El 7 de septiembre, las tres divisiones de Von François atacaron el flanco izquierdo de Rennenkampf, al que superaban ampliamente en número y armamento. Los mandos del 10.º Ejército ruso, que debían haber sostenido desde el sureste este sector pero aún estaban organizando sus fuerzas, se negaron a auxiliarlo, lo que permitió que Von François lo avasallase y luego virase hacia el norte. Los siguientes choques de la batalla de los Lagos Masurianos favorecieron a los rusos, que lograron rechazar los embates de los alemanes, mantener a raya a la caballería de Von François y realizar una prudente retirada para evitar quedar rodeados como lo había sido Samsonov en Tannenberg. El 13 de septiembre, terminó la retirada rusa de territorio prusiano, que se realizó con habilidad.

## Consecuencias
Aunque los alemanes penetraron en territorio ruso, el 20 de septiembre sufrieron los primeros reveses y el 25 una contraofensiva rusa los rechazó hasta la frontera y luego permitió avanzar en territorio prusiano. Estos combates no resultaron tan favorables a los alemanes que, si bien capturaron treinta mil prisioneros, sobre todo en los primeros días de la batalla de los lagos a comienzos de mes, perdieron cien mil de sus doscientos cincuenta mil soldados.